# 大沙坪戰鬥
大沙坪戰鬥發生於1939年12月12日－29日年元月9日，地點則是在中國鄂東南一帶。是抗日戰爭主要戰鬥之一，交戰一方為中華民國國民革命軍，另一方則為日軍。